# Medal of Honor: Spearhead
Medal of Honor: Spearhead è la prima espansione del videogioco Medal of Honor: Allied Assault.
Nel corso del gioco il giocatore si troverà impegnati in Francia, nelle Ardenne e a Berlino impersonando un ufficiale dell'OSS (i servizi segreti americani) impegnato con l'esercito britannico, USA e sovietico.
Differenze dal gioco base sono la possibilità di usare l'attacco fisico con ogni arma (esclusi i fucili di precisione e le granate) oltre all'arrivo di nuove armi (inglesi e sovietiche).

## Trama
Nella prima parte del gioco si viene paracadutati in Normandia nella notte tra il 5 e il 6 giugno, prima dello sbarco. Una volta raggiunta la squadra inglese i compiti saranno per lo più di sabotaggio.
Nella seconda parte invece il teatro è quello gelido delle Ardenne; una volta scampati al primo attacco nazista (vi troverete a correre per il campo di battaglia tra i colpi di mortaio per salvare il vostro capitano che è tuttavia destinato a morire) bisognerà occupare due cittadine.
Infine nell'ultima parte, nella caduta Berlino con i sovietici, bisogna recuperare documenti dal Reichstag fuggendo poi con un T-34 russo.

## Armi
Rispetto a Medal of Honor: Allied Assault in questo gioco ci sono anche le armi inglesi e quelle sovietiche.